# Амбролаурський муніципалітет
Амбролаурський муніципалітет (груз. ამბროლაურის მუნიციპალიტეტი) — адміністративна одиниця мгаре Рача-Лечхумі та Квемо-Сванеті, Грузія. Адміністративний центр — місто Амбролаурі.

## Населення
Станом на 1 січня 2014 чисельність населення муніципалітету склала 9139 мешканців.
| Грузини | Росіяни |
| 99,7%   | 0,1%    |